# Frances Raines
Frances Raines (nacida el 17 de julio de 1962) es una actriz estadounidense que apareció en varias películas de terror y explotación a lo largo de la década de 1980, entre las que destaca El mutilador de Buddy Cooper como Linda, y tres dirigidas por Tim Kincaid. Raines también es sobrina de Claude Raines, famoso por Casablanca y El hombre invisible.

## Filmografía
| Año  | Título              | Papel                | Ref.  |
| ---- | ------------------- | -------------------- | ----- |
| 2014 | Late Phases         | Dra. Nickel          |       |
| 1984 | Disconnected        | Alicia / Barbara Ann | [ 2 ] |
| 1984 | Model Behavior      | Lily White Girl      | [ 1 ] |
| 1985 | El mutilador        | Linda                | [ 1 ] |
| 1986 | Bad Girls Dormitory | Barb                 | [ 1 ] |
| 1986 | Ryder P.I.          | Valerie              | [ 1 ] |
| 1986 | Breeders            | Karinsa              | [ 1 ] |
| 1987 | Riot on 42nd St.    | Barbara              | [ 1 ] |